# Thomas-Nunatakker
Die Thomas-Nunatakker sind eine Gruppe aus drei Nunatakkern im ostantarktischen Mac-Robertson-Land. In der Porthos Range der Prince Charles Mountains ragen sie 3 km südwestlich des Mount Mervyn auf.
Luftaufnahmen der Australian National Antarctic Research Expeditions von 1965 dienten ihrer Kartierung. Das Antarctic Names Committee of Australia benannte sie nach Ian L. Thomas, Physiker auf der Mawson-Station im Jahr 1967.